# Graphomya shoutedeni
Graphomya shoutedeni är en tvåvingeart som beskrevs av Villeneuve 1939. Graphomya shoutedeni ingår i släktet Graphomya och familjen husflugor. Inga underarter finns listade i Catalogue of Life.